# Vivian Beaumont Theater
Le Vivian Beaumont Theater est un théâtre de Broadway, situé au 150 Ouest de 65e Rue à Manhattan, New York, aux États-Unis. Doté de 1069 places assises, il a été conçu par Jo Mielziner et Eero Saarinen, édifié en 1965, et nommé en l'honneur de la philanthrope Vivian Beaumont Allen (en) qui a permis sa création.
Il a accueilli plus de 1000 représentations depuis sa création. Intégré dans le Lincoln Center, sa position dans l'Upper West Side de Manhattan en fait l'unique théâtre de Broadway en dehors de Times Square.

## Histoire

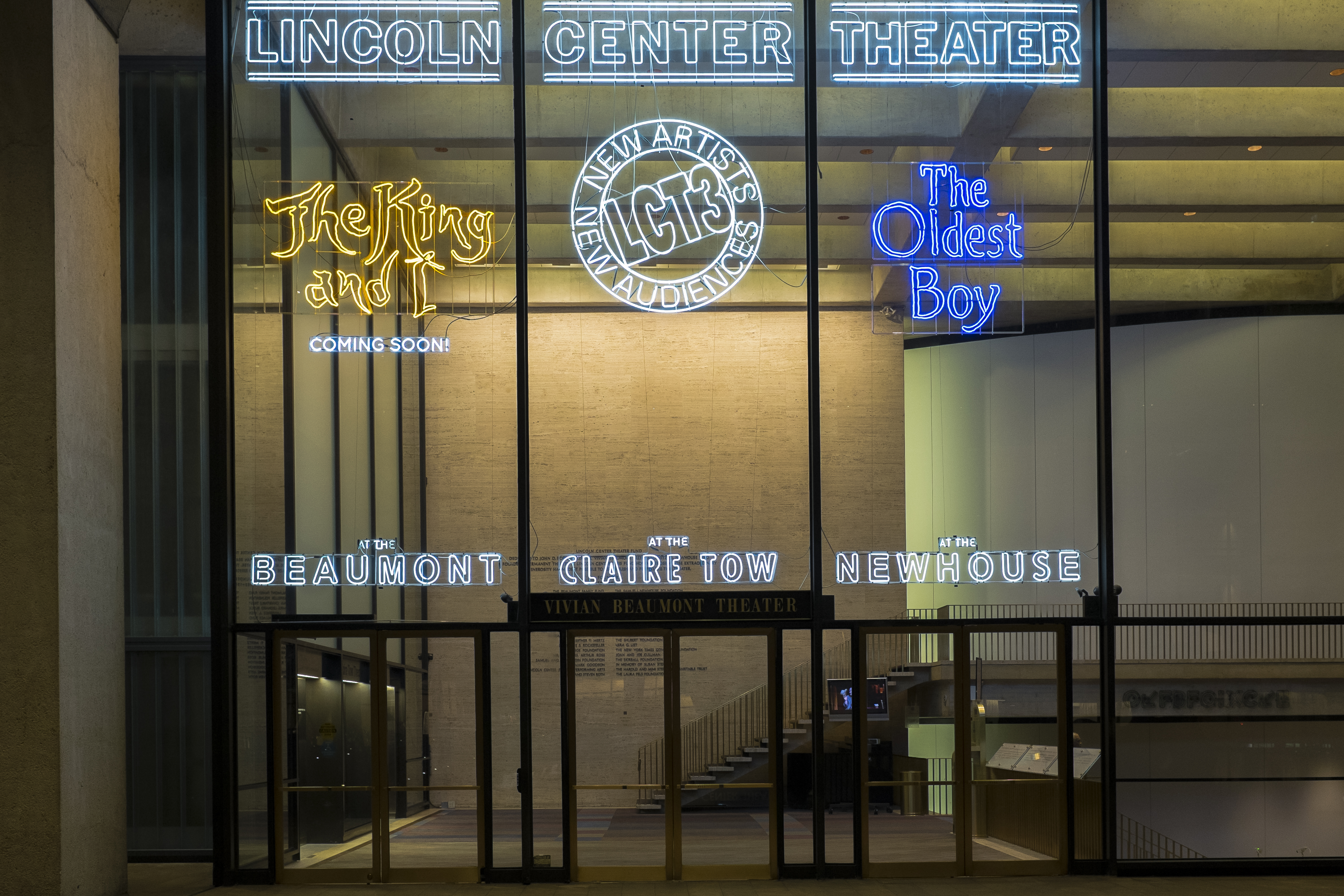
Affichage des spectacles des divers théâtres.
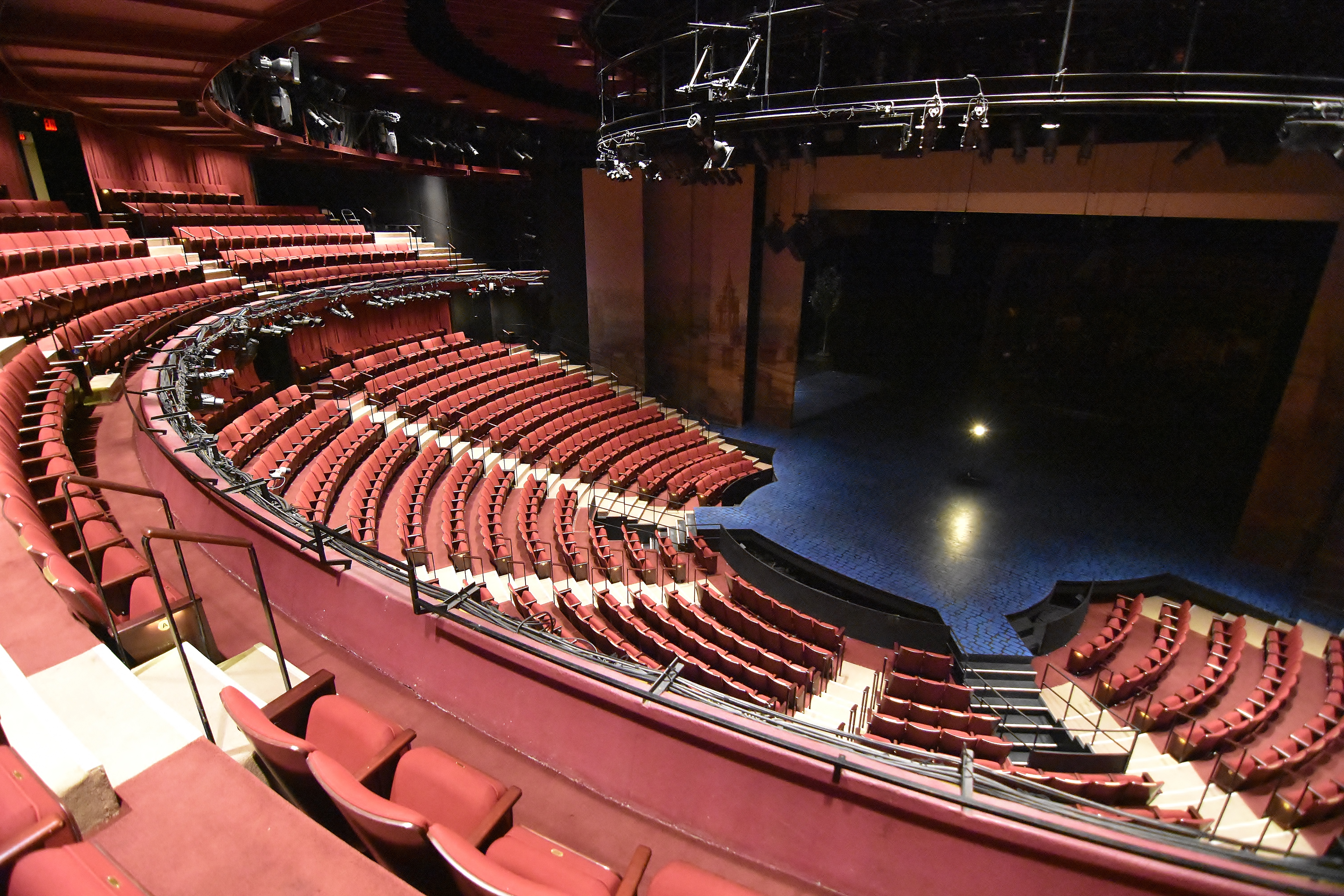
Auditorium.
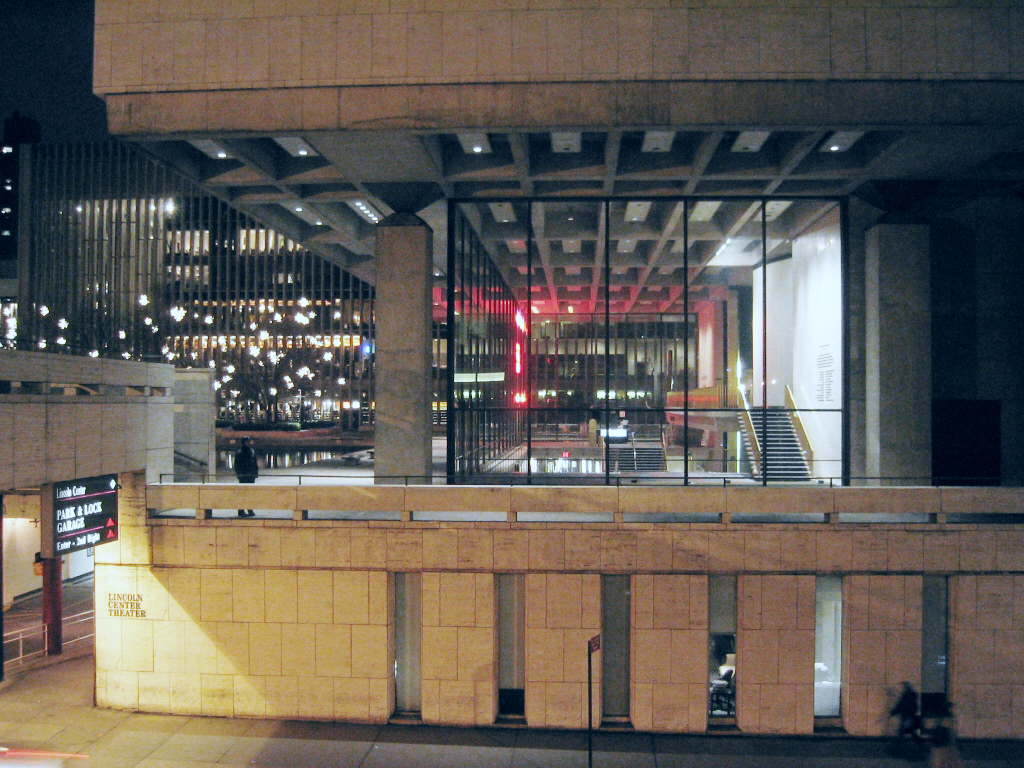
Vue intérieure.